# China Southern Airlines
Китайські Південні авіалінії (кит.: 中国南方航空公司, піньінь: Zhōngguó Nánfāng Hángkōng Gōngsī; англ. China Southern Airlines) — авіакомпанія, що базується в Гуанчжоу провінції Ґуандун, КНР, здійснює місцеві, регіональні та міжнародні рейси. Китайські Південні авіалінії — найбільша азійська авіакомпанія за розміром флоту, найбільший авіаперевізник Азії, 7-а в світі авіакомпанія з перевезення місцевих пасажирів, 7-а в світі авіакомпанія за пасажирообігом регулярних рейсів у пасажиро-кілометрах. Китайські Південні авіалінії — найбільший за кількістю перевезених пасажирів авіаперевізник Китаю. Китайські Південні авіалінії перевозять більше вантажів на місцевих лініях, ніж інші авіакомпанії. Член альянсу SkyTeam.
Головними аеропортами є Міжнародний аеропорт Гуанчжоу Джоукоу та Столичний аеропорт Пекіна.
Мають акредитацію IATA з безпеки IOSA (IATA Operations Safety Audit).
China Southern Airlines котирується на Шанхайській та Гонконзькій фондових біржах : SSE: 60029
, SEHK: 1055
. 

## Історія
Створена в 1989.
У 1996 почали відкривати далекомагістральні міжконтинентальні маршрути, першим таким маршрутом став Гуанчжоу-Пекін-Амстердам.
У березні 1997 відкрито маршрут Гуанчжоу-Лос-Анджелес, який став їх найдовшим маршрутом. Цей рейс увійшов в історію як перший безпосадковий рейс дводвигунового Boeing 777 через Тихий океан.
У червні 1997 розмістили свої акції на біржах Нью-Йорка і Гонконгу, отримавши 700 млн дол.
У липні 2000 відкрито ще два далекомагістральні маршрути, в Сідней і Мельбурн. Міністерство цивільної авіації Китаю (CAAC) вибрала авіалінії як одну з трьох авіакомпаній-лідерів реструктуризації авіатранспортної галузі Китаю. У підсумку, 4 серпня 2000 злилися з Zhongyuan Airlines.
У січні 2003 поглинула Китайські північні авіалінії і її підрозділи Beiya Airlines і China Northern Swan, а також China Xinjiang Airlines, отримавши їх місцеві маршрути.
У листопаді 2004 придбання було закінчено поглинанням холдингу, якому належали Китайські північні авіалінії і China Xinjiang.
У 2004 пасажирообіг компанії досяг 40 млн пасажирів на рік, а авіакомпанія увійшла в 10 найбільших авіаперевізників світу. Порівняно з іншими китайськими авіакомпаніями Китайські Південні авіалінії мають найбільший флот, найбільшу внутрішню маршрутну мережу і найбільшу частотність рейсів.
У 2012 авіакомпанія перевезла понад 86 000 000 пасажирів, займаючи таким чином 3 місце в світі.

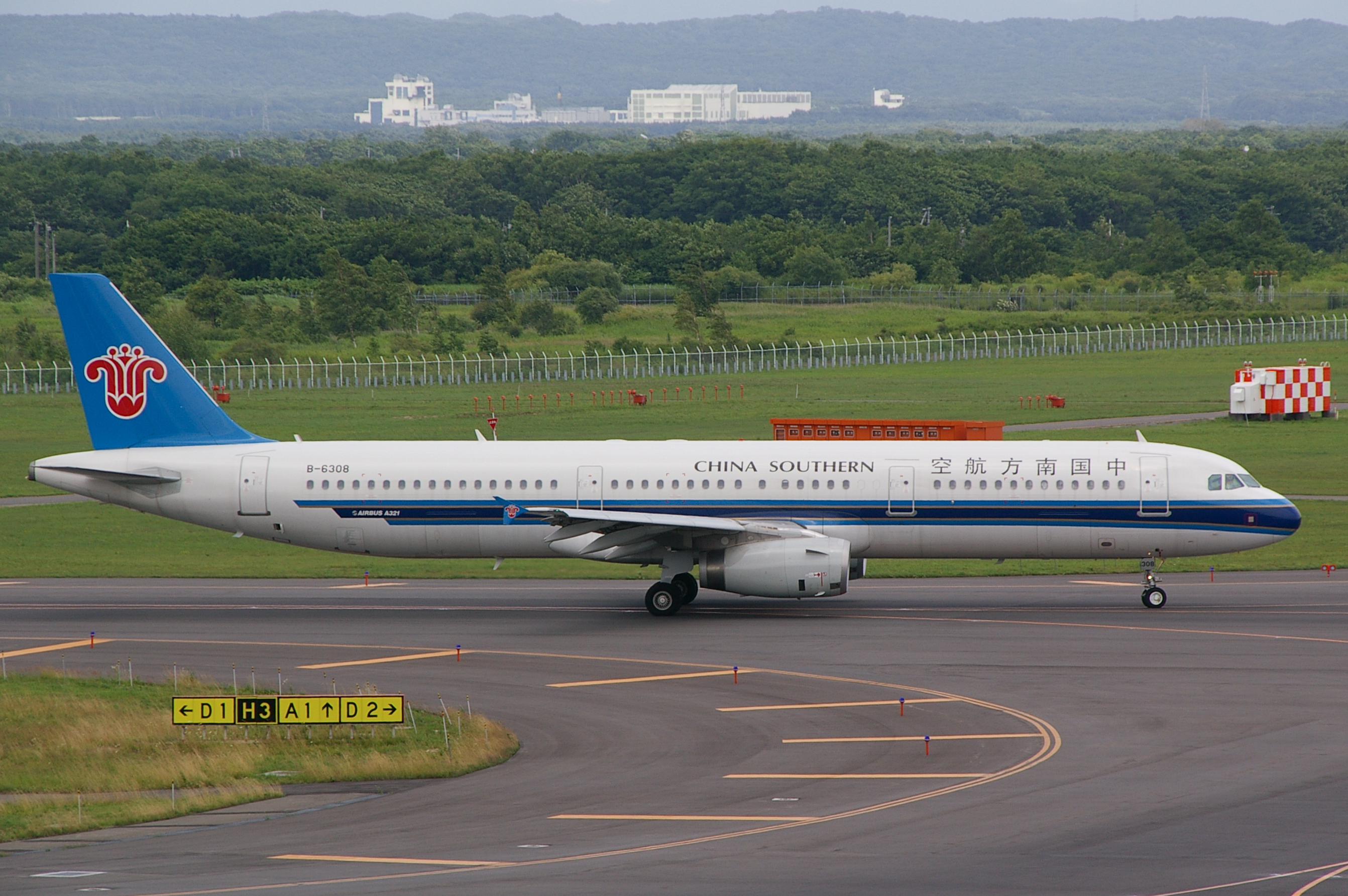
Airbus A321 Китайських Південних авіаліній в аеропорту Сін-Тітосе

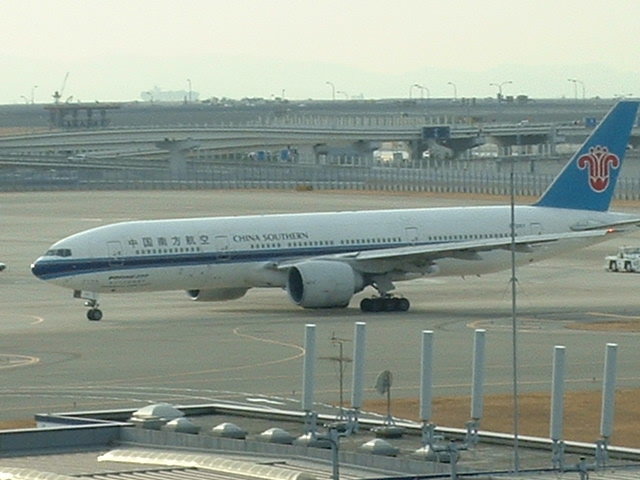
Boeing 777-200 Китайських Південних авіаліній в аеропорту Кансай, Осака, Японія

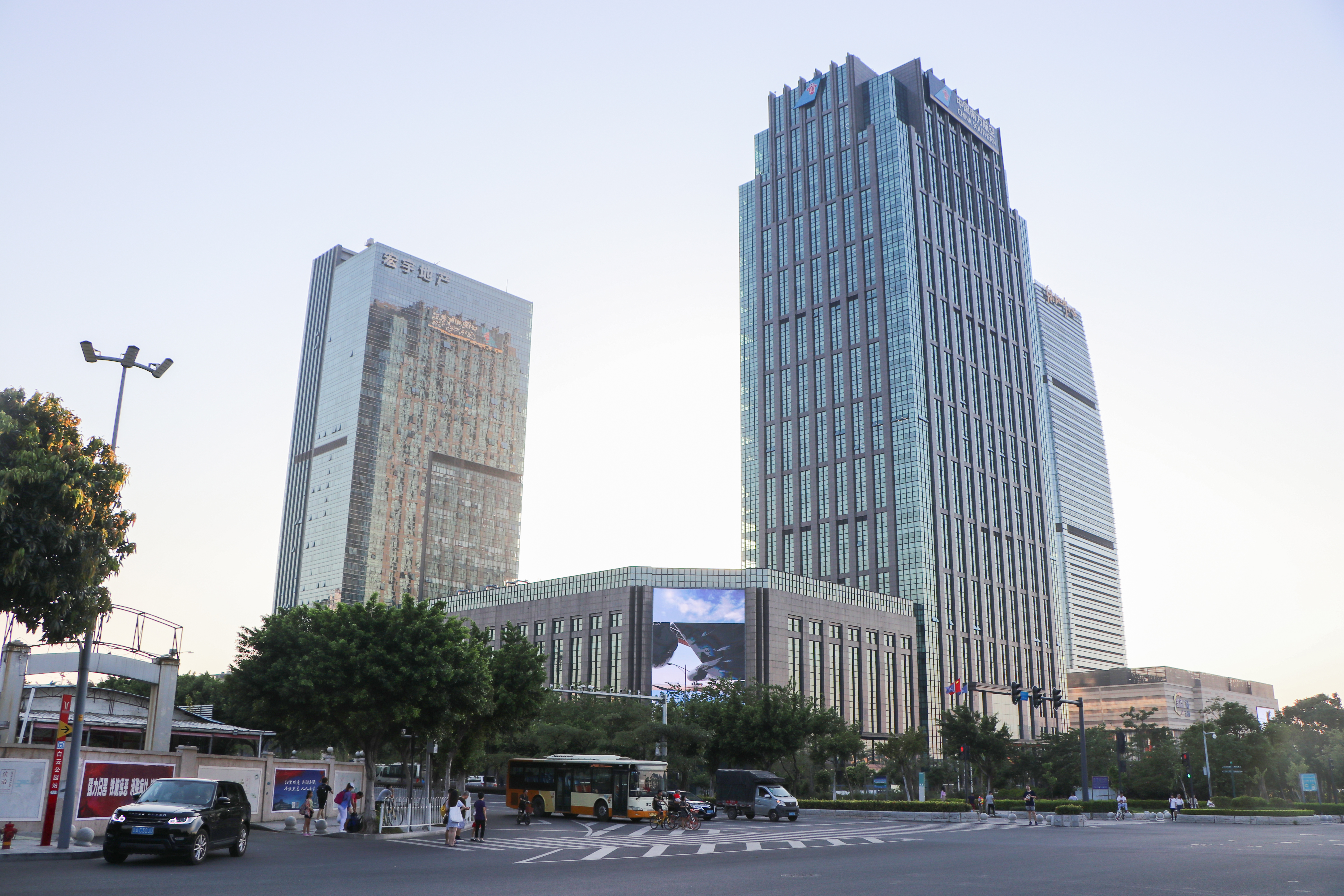
Осідок

Власниками авіакомпанії є China Southern Air Holding (50,3 %), а також приватні інвестори з Гонконгу і з-за кордону (акціонери H) (26,84 %), а також приватні китайські інвестори (акціонери A) (22,86 %). Станом на березень 2013 року в авіакомпанії працювало понад 80 тис осіб.
У 2007 обійшли All Nippon Airways і Japan Airlines за кількістю перевезених пасажирів і стали найбільшим пасажирським перевізником Азії. Крім того, серед найбільших авіаперевізників це найбільш швидкозростаюча авіакомпанія Азії за розміром флоту (крім авіакомпаній-дискаунтерів).
Планує значно розширити свою міжнародну маршрутну мережу з хабів в Пекіні та Гуанчжоу.
28 серпня 2004 авіакомпанія підписала Меморандум про взаєморозуміння з альянсом SkyTeam.
15 листопада 2007 офіційно стали 11-м повноправним членом альянсу SkyTeam, ставши першою авіакомпанією з континентального Китаю, увійшла у світовий альянс авіаперевізників.
У 2011 отримала звання Four Star Airline, за версією самого авторитетного рейтингового агентства SkyTrax.
Є першим і єдиним оператором найбільшого пасажирського літака Airbus A380 в КНР.

## Фінансові показники
У 2008-2009 фінансовому році компанія зазнала чистих збитків у 4,8 млрд юанів ($700 млн).

## Рейси
10 вересня 2007 оголосили про відкриття нових щоденних рейсів в Європу і Північну Америку в 2008 і 2009, в тому числі рейси Пекін-Нюарк (з липня 2008), Гуанчжоу-Москва (жовтень 2008), Пекін-Детройт (березень 2009), Пекін-Лондон (березень 2009), Гуанчжоу-Ванкувер (липень 2009). За неофіційними повідомленнями Китайські Південні авіалінії також розглядали можливість відкриття регулярних рейсів в Ригу з жовтня 2008. Китайські Південні авіалінії також здійснюють два рази в тиждень рейс з Гуанчжоу в Лос-Анджелес, а рейс Гуанчжоу-Пекін-Амстердам здійснюється вже протягом 11 років. Також здійснюються рейси Париж-Гуанчжоу. Китайські Південні авіалінії оголосила про замовлення на нові Airbus A380 і Boeing 787 для роботи на нових маршрутах. З цього часу стало відомо про затримки з поставками літаків, однак про коригування планів відкриття нових маршрутів авіакомпанія не повідомляла.
З початку листопада 2010 запустила щоденний рейс Гуанчжоу-Москва з транзитною зупинкою в Урумчі.
У кінці 2010 запущені щоденні рейси з Гуанчжоу в Сідней і Мельбурн.
У квітні 2012 відкрила пряме сполучення з Новою Зеландією, запустивши щоденний рейс з Гуанчжоу в Окленд.
З 6 червня 2012 відкрила новий рейс в Лондон з Гуанчжоу.
З 19 червня 2013 починає виконання прямих безпосадкових перельотів за маршрутом Москва-Гуанчжоу-Москва на літаку Airbus A-330.

## Кодшерінгові угоди
Китайські Південні авіалінії мають кодшерінгові угоди з такими авіакомпаніями:
| - Аерофлот - Aeroméxico - Air France - Alitalia - Asiana Airlines - China Airlines - CSA Czech Airlines - Delta Air Lines - Garuda Indonesia | - Japan Airlines - Kenya Airways - KLM - Korean Air - Malaysia Airlines - Pakistan International Airlines - Qantas - Thai Airways International - United Airlines - Vietnam Airlines - WestJet |

## Флот
Флот станом на жовтень 2016:

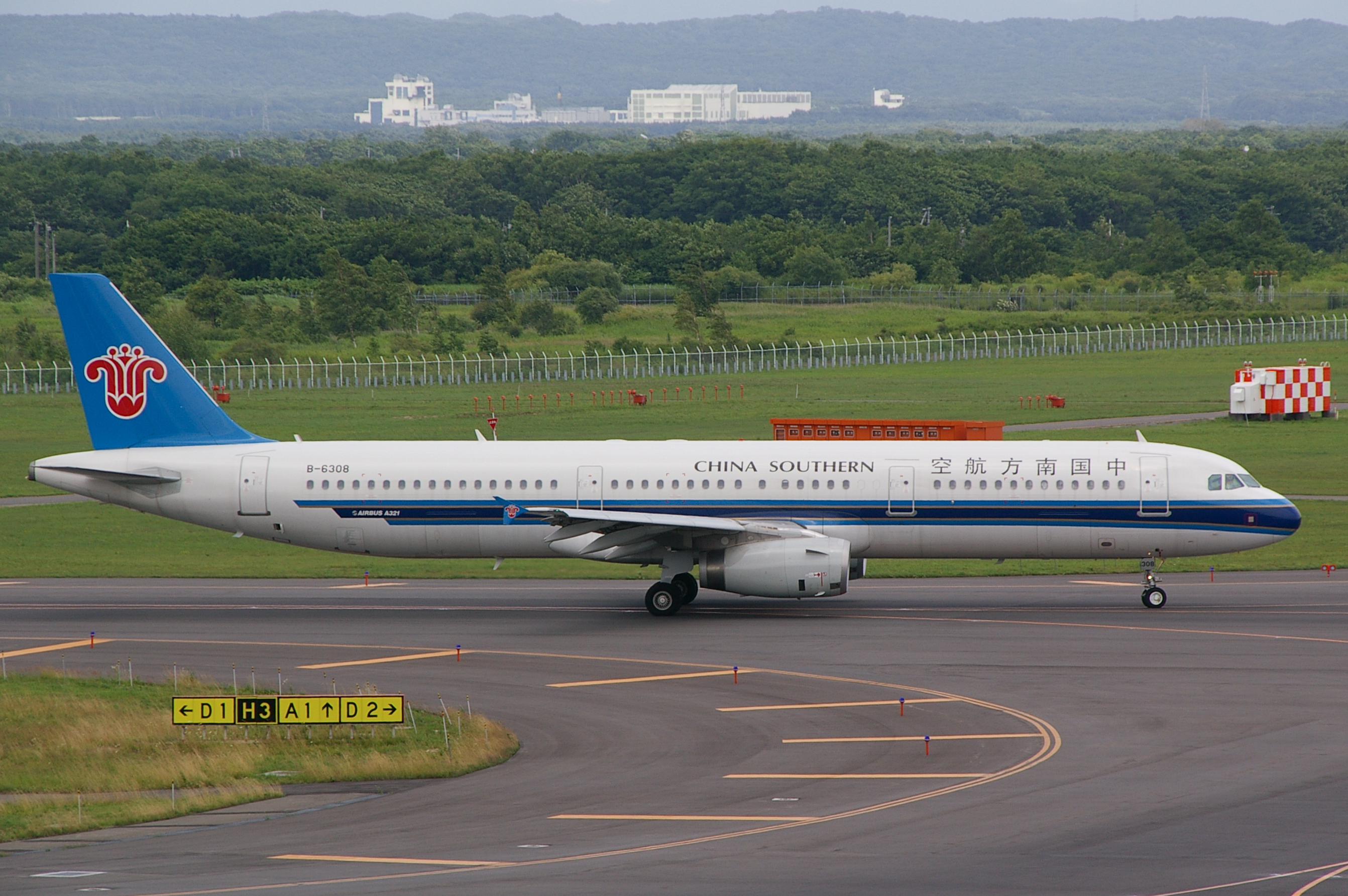
Airbus A321 Китайських Південних авіаліній в аеропорту Сін-Тітосе

У червні 2007 Китайські Південні авіалінії передали 3 Airbus A320 своєму підрозділу Chongqing Airlines.

### Вантажний флот
Вантажний підрозділ Китайських Південних авіаліній, China Southern Cargo, здійснює рейси в США, Європу і Азію.
Середній вік флоту складає 6.9 років станом на липень 2008.

## Інциденти та авіакатастрофи
- 8 травня 1997 року, рейс 3456[en], Boeing 737-300 розбився, не долетівши до аеропорту Шеньчжень Баоань. Загинуло 35 осіб, 9 отримали поранення.[20]